# سي بي غران كناريا
سي بي غران كناريا (بالإسبانية: CB Gran Canaria)‏ هو فريق كرة سلة إسباني تأسس في 1963 يقع في لاس بالماس دي غران كناريا، جزر كنارية. يلعب في دوري ليغا أيه سي بي.

## وصلات خارجية
- الموقع الإلكتروني